# Silver Hill (Albuquerque)
Pour les articles homonymes, voir Silver Hill.
Silver Hill est un quartier de la ville d'Albuquerque, dans l’État du Nouveau-Mexique.